# 176 TCN
Năm 176 TCN là một năm trong lịch Julius. 